# Ada (Ohio)
Ada es una villa ubicada en el condado de Hardin en el estado estadounidense de Ohio. En el Censo de 2010 tenía una población de 5952 habitantes y una densidad poblacional de 1.105,91 personas por km².

## Geografía
Ada se encuentra ubicada en las coordenadas 40°46′5″N 83°49′29″O / 40.76806, -83.82472. Según la Oficina del Censo de los Estados Unidos, Ada tiene una superficie total de 5.38 km², de la cual 5.38 km² corresponden a tierra firme y (0%) 0 km² es agua.

## Demografía
Según el censo de 2010, había 5952 personas residiendo en Ada. La densidad de población era de 1.105,91 hab./km². De los 5952 habitantes, Ada estaba compuesto por el 93.48% blancos, el 1.95% eran afroamericanos, el 0.1% eran amerindios, el 1.9% eran asiáticos, el 0% eran isleños del Pacífico, el 0.66% eran de otras razas y el 1.92% pertenecían a dos o más razas. Del total de la población el 1.56% eran hispanos o latinos de cualquier raza.

## Hijos ilustres
- Rollo May, psicólogo existencial.